# Szczelinowce

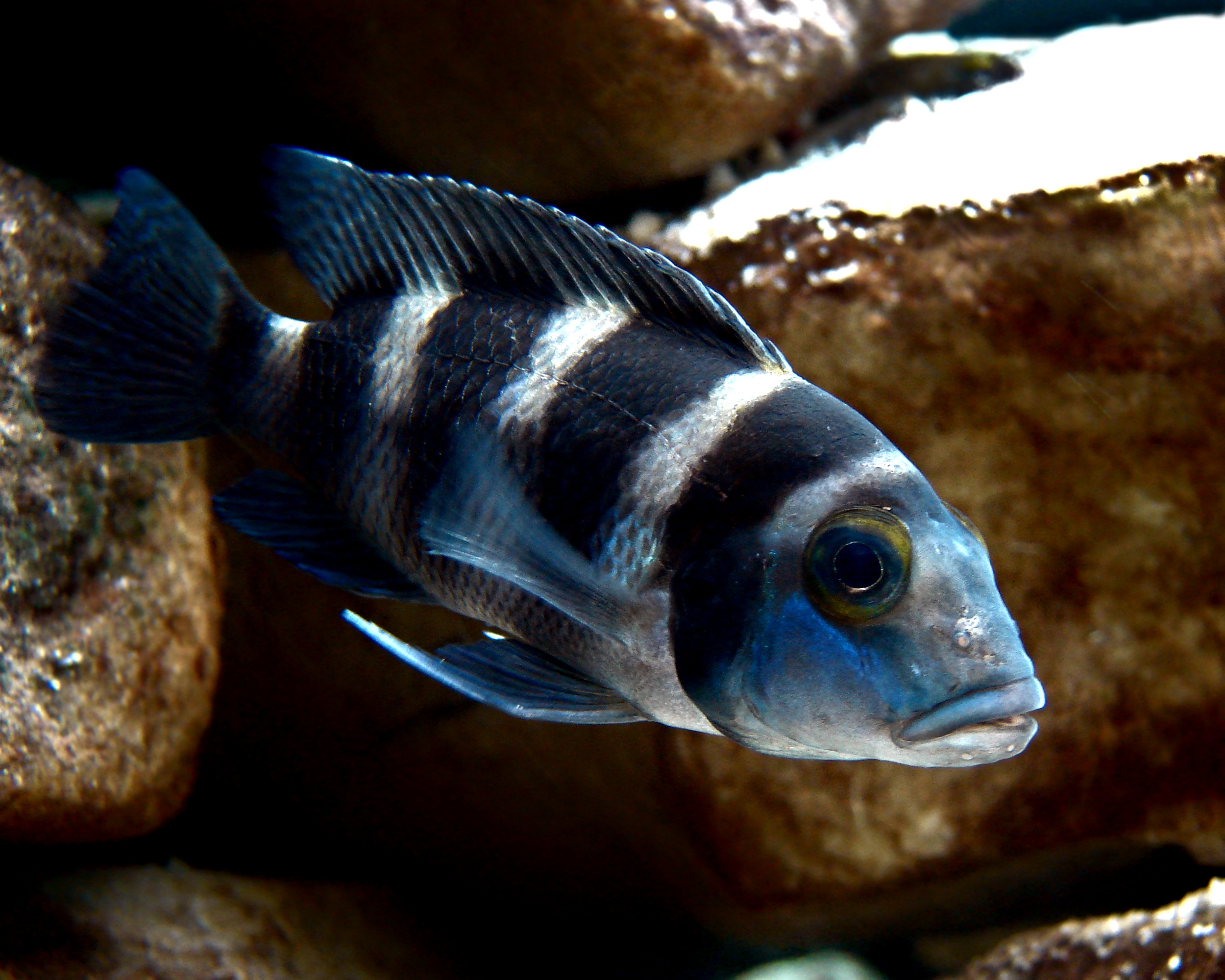
Szczelinowiec pięciopręgi (Neolamprologus tretocephalus)

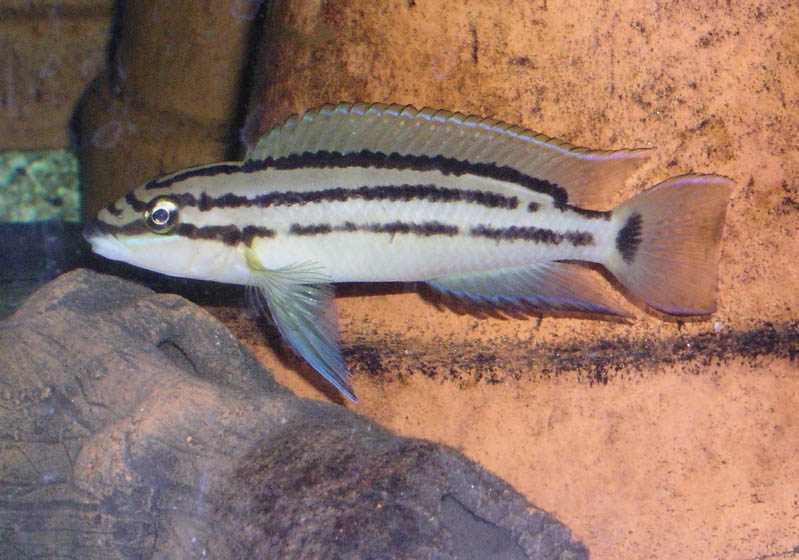
Naskalnik dwupasy (Chalinochromis popelini)

Szczelinowce – nazwa grupy ryb z rodziny  pielęgnicowatych (Cichlidae) z afrykańskiego Jeziora Tanganika charakteryzująca się specyficznym – przebiegającym w szczelinach skalnych – przebiegiem tarła oraz opieki nad ikrą i narybkiem. Szczelinowce wykazują rozmaite upodobania pokarmowe. U niektórych zaobserwowano zwyczaj zakładania rodzin złożonych z wielu osobników.

## Budowa i rozród
Szczelinowce mają niewielkie, smukłe, wydłużone ciało (wyjątkiem jest Boulengerochromis) przystosowane do poruszania się w szczelinach skalnych. Szczelinowce dobierają się w pary i zajmują jako swoje terytorium szczeliny lub zakamarki skalne, gdzie odbywają tarło. Samice składają ikrę na podłożu, ścianie lub sklepieniu kryjówki. Opiekę nad ikrą i narybkiem sprawują oboje rodzice. Ich rewir obejmuje zajmowaną szczelinę oraz niewielki obszar w jej bezpośrednim sąsiedztwie. 

## Występowanie
Występują w przybrzeżnym pasie całego jeziora w strefie litoralu żwirowatego i skalistego. Zasiedlają zwykle głębsze wody niż pyszczaki, na głębokościach do 30 metrów (szczelinowiec Leleupa do 40 m, a Boulengerochromis microlepis nawet poniżej 50 m). Rzadko występują w bardzo płytkich wodach, co jest związane ze stabilnością dna. Przy ich specjalizacji rozrodczej niestabilne dno płytkich wód poruszanych falami jest zbyt niebezpieczne dla ikry przyklejanej do ścian skalnych. Jaja i larwy narażone byłyby na zasypanie piaskiem. Na większych głębokościach ich kryjówki nie są narażone na bezpośredni wpływ fal.

## Naskalniki
W grupie szczelinowców wyróżnia się naskalniki – ryby charakteryzujące się specyficznym sposobem pływania brzuchem równolegle do powierzchni, wzdłuż której się przemieszczają. Należą do nich gatunki z rodzajów Chalinochromis i Julidochromis. Pływając zgodnie z tą zasadą naskalniki przyjmują pozycję pionową (głową do góry lub w dół) płynąc wzdłuż pionowych ścian oraz do góry brzuchem płynąc pod sklepieniem skalnym. Kryjąc się wśród pionowych załamań skalnych pozostają bez ruchu robiąc wrażenie przyklejonych do kamiennej ściany.

## Rodzaje ryb zaliczanych do szczelinowców
- Altolamprologus
- Boulengerochromis
- Chalinochromis
- Julidochromis
- Lamprologus
- Lepidiolamprologus
- Neolamprologus
- Telmatochromis
- Variabilichromis

## Warunki w akwarium
W akwarium przeznaczonym dla szczelinowców niezbędne są odpowiednio przygotowane kryjówki w liczbie proporcjonalnej do liczby ryb. Dla jednej pary wystarcza jedna kryjówka w zbiorniku 30–50 litrów. Kryjówki można przygotować układając np. kamienne płytki. Parametry wody typowe dla ryb tanganikańskich: temperatura 24–29 °C, pH 8–9, twardość ogólna 10–20°n. Woda powinna być dobrze natleniona.